# Edison Torres
Apodo: La Paraguaya
Club: El vagón de Gregorio
Edison Eliazer Torres Martínez (Encarnación, Itapúa, 4 de abril de 1983) es un futbolista paraguayo que jugaba de mediocampista.

## Trayectoria
Su primer club fue el Racing Club de Argentina. En su país natal jugó por el Guaraní y el Universal. Jugó en Tacuarembó de Uruguay y en Deportivo Pereira de Colombia, donde no tuvo mucha continuidad. 
Regresó a Uruguay para jugar por Atenas de San Carlos. Después Montevideo Wanderers lo tendría en cuenta para la temporada 2010. Debido al gran nivel que mantuvo en el año, la próxima temporada militaría en Peñarol, donde sería una pieza fundamental para su equipo. Convirtió su primer gol con Peñarol frente a River Plate por la séptima fecha del torneo, en el triunfo por 4-0 del equipo. 
A causa de varias lesiones que el jugador sufrió no pudo mantenerse mucho tiempo en Peñarol así que iría en el Liverpool Uruguayo.
En la temporada 2012-2013 Edison fichó por el Cádiz CF, equipo de la 2.ªB división Española.
En la temporada 2013 fichó por Cerro Porteño.
En la temporada 2014 pasó a integrar las filas del Club Atlético Talleres de la segunda división del fútbol Argentino.
En la temporada 2015 ficha para el Club Deportivo Santaní de la primera división del fútbol Paraguayo.

## Clubes
| Club                               | País      | Año         |
| ---------------------------------- | --------- | ----------- |
| Racing Club                        | Argentina | 2001-2004   |
| Guaraní                            | Paraguay  | 2004-2005   |
| Universal                          | Paraguay  | 2006        |
| Tacuarembó                         | Uruguay   | 2007        |
| Deportivo Pereira                  | Colombia  | 2008        |
| Atenas                             | Uruguay   | 2009-2010   |
| Montevideo Wanderers               | Uruguay   | 2010        |
| Peñarol                            | Uruguay   | 2011        |
| Liverpool                          | Uruguay   | 2012        |
| Cádiz                              | España    | 2012        |
| Cerro Porteño                      | Paraguay  | 2013        |
| Talleres (C)                       | Argentina | 2014        |
| Deportivo Santaní                  | Paraguay  | 2015 - 2016 |
| 22 de Septiembre FBC (Encarnación) | Paraguay  | 2017        |
| Tacuarembó                         | Uruguay   | 2018        |

### Torneos nacionales
| Título                                 | Club       | Sede    | Año  |
| -------------------------------------- | ---------- | ------- | ---- |
| Tercera categoría de fútbol en Uruguay | Tacuarembó | Uruguay | 2022 |